# Madness
Madness és un grup anglès de ska i música pop que es va començar a forjar al barri de Camden Town, Londres, l'any 1976 sota el nom de North London Invaders i que va debutar oficialment amb el nom de Madness i la formació definitiva al 1979. Encara a l'any 2022 el grup continua tocant amb la seva formació original de 6 membres, i que no ha variat mai (tret en algun concert puntual) al llarg d'aquests més de 40 anys en actiu. El setè membre, Cash Smash, amb el grup desde gairebé els inicis, va deixar la banda al 2014. Madness ha estat un dels principals grups del revival de l'ska que va representar el segell 2 Tone a finals dels anys 70.
La banda va assolir la majoria dels seus èxits als anys 80. Va estar exactament 214 setmanes a les llistes de singles angleses en el transcurs d'aquella dècada, assolint el rècord de grup que més setmanes ha estat en les llistes d'èxit del Regne Unit durant els anys 80. I aconseguint ser el grup amb més cançons col·locades en el Top10 de la decada. Ho va assolir en el període 1980-1986.
El grup es va separar aquell any (1986) i va retornar el 1992 en un massiu concert a Finsbury Park davant 70.000 persones. Va ser el primer dels 5 festivals massius Madstock que la banda va fer (92,94,96,98,09).
Durant la dècada dels 90 i primers anys del segle XXI tocaven i grabaven esporàdicament, només un disc original en 20 anys (Wonderful, 1999) però a partir de 2005 amb la gravació del disc de versions "The Dangermen Sessions Vol I", va tornar la frenètica activitat del grup: cuatre àlbums nous, centenars de concerts en els darrers anys tocant als cinc continents (incloent-hi en el 2012 l'actuació en honor del 60 aniversari de la reina d'Anglaterra des del terrat de Buckingham Palace i l'actuació a la cerimònia de clausura dels Jocs Olímpics de Londres 2012) i continuant amb llibres, series, i documentals. A l'any 2019 va celebrar els seus 40 anys de vida amb l'actuació de cap d'any a la BBC i una sèrie de concerts especials.
Al 2020 es va inaugurar la placa en el seu honor al recentment creat Passeig de la fama (Music hall of fame) de Camden.
Madness, a part del llegat musical, ha deixat una forta emprenta conceptual: La seva manera divertida d'entendre la vida, la seva essència purament britànica, la seva corrent artistica, filosofica, estetica ha fet d'ells que, per a la seva legió d'incondicionals, siguin molt més que una banda. Son una manera de viure i de veure la vida. A Anglaterra sel's considera ja, per mèrit propi, com un National Treasure (tresor nacional).

## Discografia

### Àlbums d'estudi
- One Step Beyond... 1979[1]
- Absolutely 1980
- 7 1981
- The Rise & Fall 1982
- Keep Moving 1984
- Mad Not Mad 1985
- The Madness 1988
- Wonderful 1999
- The Dangermen Sessions Vol. 1 2005
- The Liberty of Norton Folgate 2009
- Oui oui Si si Ja ja Da da 2012
- Can't Touch Us Now 2016

## Concerts aCatalunya
- 2008 Festival Sónar de Barcelona
- 2011 Festival Cruilla de Barcelona al Parc del Fòrum
- 2019 Festival Vida de Vilanova i la Geltrú
- 2022 Festival Jardins de Pedralbes de Barcelona
- 2025 Festival Alma al Poble Espanyol de Barcelona

## Evolució

### 1976–1978: Naixement
En un principi, van néixer anomenant-se The North London Invaders l'any 1976, si bé el seu nom es va escurçar poc després a The Invaders. En aquests primers passos, la banda ja incloïa entre els seus membres a Mike Barson (Monsieur Barso) als teclats i veu, Chris Foreman (Chrissy Boy) a la guitarra, Lee Thompson (Kix) al saxofon i veus i més tard s'hi van unir John Hasler a la bateria i Cathal Smyth (més conegut com a Chas Smash) al baix. Al cap de l'any, "Dikron" també va unir-se a la banda com a veu solista.
Aquesta formació de sis membres es va mantenir fins a mitjans del 1977, quan Graham McPherson (més conegut com a Suggs) va prendre el relleu com a cantant després de veure actuar la banda en el jardí d'un amic seu. Poc temps després hi va haver encara un darrer canvi: Smyth, que no era gaire bo com a baixista va ser reemplaçat per Gavin Rogers, que era un conegut del teclista Mike Barson.
Els principis de McPherson a la banda no van ser gaire bons i aviat va ser substituit per no pendres'ho massa seriosament. Molts dissabtes escollia anar a veure al Chelsea FC que no pas assajar. Thompson també va abandonar momentaneament la banda després de discutir-se amb Barson, qui criticava la seva manera de tocar el saxo.
Un temps després, però, Suggs tornava a la banda i al mateix temps, Daniel Woodgate (Woody) i Mark Bedford (Bedders) s'unien a la bateria i al baix, substituint respectivament a Garry Dovey i Gavin Rogers. Després d'adonar-se que el nom de The Invaders ja existia van canviar-se breument el nom per Morris and the Minors, i, com que el trobaben massa llarg, finalment banda es van rebatejar com a Madness, en homenatge a una de les seves cançons preferides del cantant de ska/reggae, Prince Buster. Aquesta formació de sis membres es va mantenir fins al 1979, quan Chas Smash va retornar i oficialment es va convertir en el setè membre de la banda com a segona veu i trompeta.
Aquests tres anys van servir per a coneixe's entre ells, anar assajant, anar moldejant el grup amb els canvis de membres i fent els primers concerts en festes privades o pubs de la zona.

### 1979–1981: Primers èxits
L'any 1979, Madness va aconseguir ser grup resident al Pub Dublin Castle, a Camden, i aquelles actuacions van ser la punta de llança, juntament amb els The Specials, de tot un moviment que anava a explotar per tota Anglaterra. La banda gravaba la composició de Lee Thompson, "The Prince" que era un homenatge a un dels seus idol Prince Buster. La cançó va ser editada per 2 Tone Records, el segell musical que havia creat Jerry Dammers, alhora teclista i forjador de The Specials. Va ser un èxit total, arribant de cop al número 16 de les llistes angleses. La banda va actuar amb el mateix tema a Top of the Pops, de la BBC, el show musical més popular del Regne Unit i gràcies a això la seva popularitat es va multiplicar en poques setmanes. En poques setmanes, el pais comença a omplir-se de nois i noies copiant l'estètica de Madness i la resta de grups 2Tone: Pork pie, harringtons i crombies, i botes Dr. Martens. Es munta la famosa gira 2Tone Tour (amb grups com The Specials i The Selecter) i des d'aquest moment la banda pasa a ser mainstream: Poc després enregistraven el seu primer àlbum de llarga durada anomenat One Step Beyond..., editat per Stiff Records. Aquest àlbum incloïa un nou enregistrament de la cançó "The Prince" i encara un segon i tercer singles: "One Step Beyond" i "My Girl". La cançó que dona nom a l'àlbum era una versió d'una Cara-B d'un disc de Prince Buster dels 60, "Al Capone". One Step Beyond... va romandre a les llistes britàniques per més de 37 setmanes, arribant al lloc núm. 2.
Després d'editar el tercer single, "My Girl", la banda va creure que ja havien exhaurit el material de l'àlbum One Step Beyond..., i decidiren no editar cap més single. Malgrat tot, Dave Robinson propietari de Stiff Records, no hi està d'acord i es decidí editar un curta durada amb un tema de l'LP i tres cançons noves. El resultat va ser l'EP Work Rest and Play, encapçalat pel tema "Night Boat to Cairo", que va arribar al núm. 6 de les llistes britàniques.
L'any següent els Madness editaven el seu segon àlbum, Absolutely, que arribava al núm. 2 de les llistes angleses. Absolutely reuneix alguns dels temes amb més èxit dels Madness, com ara "Baggy Trousers", núm. 3 a les llistes angleses, i "Embarrassment" núm. 4. La primera cançó, escrita per Suggs i que parla de la vida a l'escola, es un absolut èxit entre els adolescents britanics, cosa que els fa entre d'altres haver d'oferir shows matinals pels menors de 15 anys i ser la cançó que escull Colgate per al seu anunci dirigit als joves.
Malgrat que les crítiques d'aquest àlbum van ser generalment menys entusiastes que les de One Step Beyond..., la majoria foren positives. La revista Rolling Stone, però, va donar a l'àlbum tan sols una de cinc estrelles possibles. Aquesta revista era especialment crítica amb l'ska revival i va arribar a dir que dels The Specials que "no són gaire bons" i dels Madness que eren senzillament com els "Blues Brothers però amb accent anglès".
La popularitat de Madness a Anglaterra es absoluta i aquell any el grup enregistra el film "Take it or Leave it", on s'explica el naixement del grup i els primers anys de vida. Ells mateixos fan de protagonistes. Es crea el MIS (Madness Information Service) un club de Fans que encara perdura i que en aquella època edita el popular "Nutty Comix", una revista còmic que durara fins al 1984 i veurà 15 números a la llum.
Amb la gravació del seu LP 7, i amb l'èxit incontestable de la versió de Laby Shiffre "It must be love", Madness puja encara un esglaó més de la seva popularitat.

### 1982-1984: La consolidació
L'any 1982 arriba per fi el seu esperat i únic Número 1 a Anglaterra amb el tema "House of Fun". L'èxit del grup es aclaparador a Anglaterra, però també arreu del mòn on son requerits tant per gires als Estats Units, com per anuncis al Japó (mítica sèrie d'anuncis amb la companyia Honda) com per actuacions en programes d'arreu (a l'estat espanyol van enregistrar diversos temes per al popular programa "Aplauso" de TVE).
Aquesta fama els fa aparèixer en cameos en series històriques de la BBC com "The Young ones" (comprada per TV3 i emesa amb el nom de "Els joves")
El seu nou èxit "Our House" els consolida encara més com un dels grups punters del pop anglès de principis dels 80.
Aquests 5 anys de "Bogeria", mai millor dit, en el cual treuen gairebe una vintena de singles i actuen en centenars de concerts i programes arreu del món, fan que al 1984 la banda arribi exhausta.
A més, diversos membres de la banda son pares en aquesta època i això fa que Mike Barson deixi el grup. Això es un llast que a la banda li costa superar, doncs Mike Barson es el líder musicalment parlant del grup.

### 1985-1986: Fi de la primera etapa
En aquest periode, la banda encara treu el disc Mad not Mad, on degut a la seva fama encara hi tenen força adeptes, però després de perdre el seu líder musical, Mike Barson i coincidint també amb el cansament d'uns anys molt intensos, llanguideix fins que anuncien la seva dissolució, al 1986.

### 1987-1992: Silenci
Encara que una part del grup intenta reconstruir-se, i part d'ells treuen l' LP The Madness, el declivi i la poca frescor passen factura i cada membre tira pel seu cantó. Musicalment, Lee Thompson i Cris Foreman formen el grup anomenat Nutty Boys (amb un LP, Crunch). Suggs fa de manager de The Farm i els altres membres se centren en petits projectes artistics o personals.

### 1992-1998: Madstock
L'estiu de 1992, gràcies en bona part a l'empenta que hi posa Cash Smash, el grup munta un retorn que ni el més optimista esperava: un festival que ells encapçalen, que inclou entre d'altres Morrissey, a Finsbury Park (North London, la seva zona natural) que anomenaran Madstock. Les 35.000 entrades s'esgoten ràpid i han d'afegir una altra data al dia seguent que també esgota ràpidament.
El concert pasa a la història de Madness i probablement de la música, doncs, tal com recullen mitjans al dia seguent, els veins truquen a la policia alertats d'un petit terratremol, que es va atribuir al moviment que van produir els primers compassos de One Step Beyond.
Per acompanyar aquest retorn el grup treu un recopilatori que es converteix davant la seva sorpresa en Número 1 a les llistes de vendes.
El grup decideix, amb calma, el seu retorn, i durant aquests sis anys alternen petites gires de Nadal amb Madstock, que el converteixen bi-anual, i on cada edició es un èxit.
Malgrat això els membres, la majoría amb fills entre petits i adolescents, van fent els seus projectes personals i professionals en paral·lel.
Suggs, per exemple, proba la seva faceta de cantant solista, i també els seus dots de presentador i actor.
Mike Barson viu a Holanda durant tot aquest periode.
Mark Bedders es dedica al disseny o Woddy a la docencia musical en escoles de North London

### 1999–2004: Primer disc desde els gloriosos 80
L'any 1999, després de 14 anys del seu darrer treball, es decideix a treure un nou disc, Wonderful, on el tema amb el mateix nom obte un cert èxit. Però res a veure amb els primers anys de bogeria. Son 5 anys on el grup, a banda de la promoció del disc i alguna gira ocasional, no té massa activitat.
El seu admirat Ian Dury, en els darrers anys de la seva vida, col·labora en la gravació del disc amb les veus del tema "Dip Fred"

### 2005-2019: La maduresa
Apart de la primera gloriosa etapa, es de ben segur l'època més prolífica de la banda. Amb una notable maduresa a les espatlles, durant aquest llarg periode han enregistrat quatre discs i han fet innumerables concerts i han estat presents en tots els festivals coneguts d'arreu del mòn.
Seria estrany que algun festival britànic no els hagui vist, des de Glastonbury a Isle of Man.
També a la resta del món i sobretot a Europa han estat a la gran majoria de Festivals més coneguts. A l'estat espanyol, tant al FIB Benicassim com al BBK Live.
En terres catalanes, al Sonar, Cruïlla, Vida i Jardins de Pedralbes
Van tenir l'honor d'actuar amb els principals artistes britànics al 60e aniversari com a Cap d'estat de la Reina d'Anglaterra, i van fer-ho a diferència de la resta, desde el terrat de Buckinham Palace.
Van actuar també a la Cerimònia de clausura dels Jocs Olímpics London 2012 amb el tema "Our House".
Durant tota la dècada del 10 han fet un festival en petit format "House of fun" durant tot un cap de setmana el grup i bandes amigues feien actuacions i també finals de la dècada han fet el seu propi Festival "House of Commons" durant tres estius seguits a Londres amb unes 25.000 persones d'assistència.
També la majoria d'aquests anys han fet al desembre un UK Tour nadalenc, omplint la majoria de pabellons del pais.

### 2019–2022: 40 anys i més enllà: Llegendaris
L'any 2019 Madness celebra els seus 40 anys com a banda. Comença amb força ja que la BBC els concedeix l'honor de ser els protagonistes del seu popular concert d'any nou.
A l'estiu, d'entre les seves habituals gires, fan el concert d'aniversari a Hampstead, el parc proper a Camden on de joves feien algunes de les seves gamberrades, acompanyats per la Royal Orchesta. El seu local de referència, el Dublin Castle, els posa una placa en el seu honor a l'entrada del pub.
Celebren l'aniversari també en tres festes més: El seu concert estival de House of Commons (on a l'escenari puja gent com Paul Weller o membres dels Specials). Un concert a l'Electric Ballroom de Camden on toquen el mateix set i cobren el mateix preu de l'entrada (2,50 lliures) que el mateix dia 40 anys enrere en el que es considera el seu primer concert massiu (fora d'un pub). I per acabar una serie de tres concerts al Roundhouse de Camnden amb moltes sorpreses per als seus fans.
Quan la banda, al 2020 anava a seguir amb la seva activitat habitual, apareix la pandèmia Covid-19, que deixa durant un any i mig l'activitat de la banda sota mínims. La serie documental de la seva formació com a banda "Before we was" (basada en el mateix llibre que s'edita al 2019 pel 40é aniversari) i un show en streaming enregistrat al London Palladium del Soho són les úniques activitats.
Durant l'època del Covid es crea a Londres (Camden Town) el passadis "Hall of fame" de la música, una especie d'imitació del famós passeig de les estrelles de Hollywood. Madness té l'honor de ser el segon grup amb una estrella al terra del passeig de Camden.
Sortosament al setembre del 2021 van tornat a l'escenari i al desembre van recuperar, malgrat el Covid, el seu tour Nadalenc acabant amb plens a tot arreu, destacant les 18.000 persones del O2 Londinenc.
Al 2022, han recuperat el ritme habitual dels darrers anys actuant en festivals per Anglaterra i la resta del mòn.